# Susan Landau (Informatikerin)

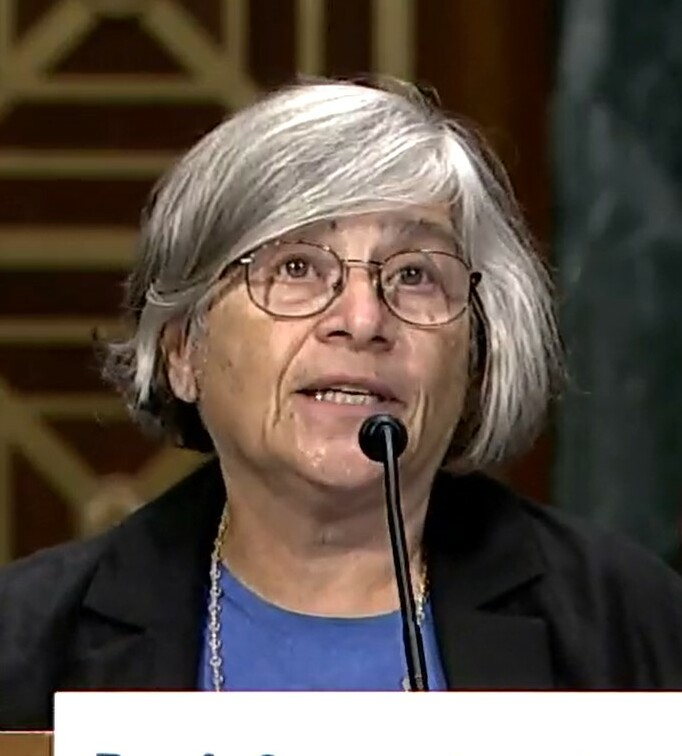
Susan Landau, 2022

Susan Eva Landau (* 3. Juni 1954 in New York) ist eine US-amerikanische Informatikerin und bekannt als Expertin für Datensicherheitsfragen.

## Leben
Landau studierte an der Princeton University (Bachelor 1976), der Cornell University (Masterabschluss 1979) und am Massachusetts Institute of Technology, wo sie 1983 promoviert wurde. Sie war an der University of Massachusetts, der Wesleyan University und Gastwissenschaftlerin an der Cornell University (an der sie 1989 mit Dexter Kozen einen polynomzeitlichen Algorithmus zur Kompositions-Zerlegung von Polynomen fand), der Yale University und am MSRI.
Sie war dann Ingenieurin bei Sun Microsystems Laboratories (zuletzt als Distinguished Engineer), wo sie sich besonders mit Sicherheitsfragen befasst wie Digital Rights Management oder öffentlicher Überwachung. In den 1990er Jahren war sie auch in die öffentliche Diskussion um die Frage des Exports kryptographischer Software in den USA involviert. Seitdem ist sie eine gefragte Expertin in der US-amerikanischen Öffentlichkeit für Sicherheitsbelange rund um das Internet und allgemein für Datensicherheitsfragen und beriet auch nationale Behörden in Europa. Sie schrieb unter anderem für Scientific American, die Washington Post und den Boston Globe.
Viele Jahre unterrichtete sie auch mathematisch begabte High-School-Schüler in Sommer-Camps der Hampshire College Summer Studies in Mathematics.
Landau ist Fellow der American Association for the Advancement of Science und ist Distinguished Engineer der Association for Computing Machinery (ACM). Sie ist in den Beratungsausschüssen für Computersicherheitsfragen der ACM und war sechs Jahre in denen des National Institute of Standards and Technology (NIST). Sie ist die Hauptautorin des ACM Reports Codes, Keys and Conflicts: Issues in US Crypto Policy von 1994.
Sie engagiert sich für Frauen in der Informatik, zum Beispiel bei der von ihr gegründeten ResearcHers E-Mail-Liste, bei den Gremien der ACM (wo sie die Athena Lecture als Ehrung für Informatikerinnen initiierte) und sie ist Mitglied des Computing Research Association Committee on the Status of Woman in Computing Research (CRAW).
Sie befasste sich mit Algorithmentheorie und Symbolic Computing. 1989 entwickelte sie den ersten Algorithmus zur Entscheidung darüber, ob ein Ausdruck ineinandergeschachtelter Wurzeln vereinfacht werden kann und fand polynomial-zeitliche Algorithmen für verschiedene Probleme, für die vorher nur ein exponential-zeitlicher Algorithmus bekannt war.
Sie ist Mitherausgeberin der Notices of the American Mathematical Society.
Sie ist verheiratet und hat zwei Kinder.

## Schriften
- mit Whitfield Diffie: Privacy on the line. The politics of wiretapping and encryption. MIT Press, Cambridge u. a. 1998, ISBN 0-262-04167-7 (Updated and expanded edition. ebenda 2007, ISBN 978-0-262-04240-6).
- Standing the Test of Time: The Data Encryption Standard. In: Notices AMS. Band 47, Nr. 3, 2000, S. 341–349 (ams.org [PDF]).
- Communications Security for the Twenty-first Century: The Advanced Encryption Standard. In: Notices AMS. Band 47, Nr. 4, 2000, S. 450–459 (ams.org [PDF]).
- Find Me a Hash. In: Notices AMS. Band 53, Nr. 3, 2006, S. 330–332 (ams.org [PDF]).